# Ischnochiton tenuisculptus
Ischnochiton tenuisculptus är en blötdjursart som först beskrevs av Carpenter 1863.  Ischnochiton tenuisculptus ingår i släktet Ischnochiton och familjen Ischnochitonidae. Inga underarter finns listade i Catalogue of Life.